# Danilo Soddimo
Danilo Soddimo (Roma, 27 settembre 1987) è un ex calciatore italiano, di ruolo centrocampista.

## Carriera

### Club
Arrivato a Genova molto giovane, nel 2004, inizia a mettersi in mostra nelle giovanili blucerchiate, presentandosi come una delle maggiori promesse del vivaio della Sampdoria. Le prestazioni nella Primavera allenata da Attilio Lombardo, gli valgono le prime convocazioni tra i titolari: all'età di 17 anni debutta in Coppa Italia contro il Torino. Ha esordito in Serie A il 30 aprile 2006 contro l'Udinese. Nella stagione successiva colleziona altre 2 presenze in Serie A.
Nell'estate 2007 la Sampdoria lo cede in prestito in Serie C1 alla Sambenedettese per fargli acquisire esperienza.
Il 20 luglio 2009 viene mandato sempre in prestito, in Serie B, alla Salernitana.
A gennaio, la società granata, alle prese con problemi di varia natura, effettua la rescissione del prestito. Qualche giorno dopo i genovesi girano il centrocampista romano al Pescara, tramite la formula della comproprietà. Sigla il suo primo gol contro il Marcianise, ripetendosi in occasione della semifinale dei playoff contro la Reggiana. Contribuirà alla promozione della sua squadra in Serie B.
Il 24 giugno 2010 il Pescara comunica ufficialmente l'acquisizione totale del cartellino dell'ala romana, Soddimo si appresta così a disputare il nuovo Campionato di Serie B 2010-2011 con gli adriatici. Nel corso della nuova stagione con i biancazzurri viene inizialmente impiegato come rimpiazzo di Bonanni e Gessa sulle ali destra e sinistra ma successivamente trova molto spazio come punta di movimento accanto a Sansovini. Alla 5ª giornata contro il Torino griffa il vantaggio biancazzurro al 46' con un bel gesto tecnico su azione da calcio d'angolo.
Nella stagione successiva, con Zeman in panchina, colleziona poche presenze in campionato, quasi sempre partendo dalla panchina, e mette a segno un solo gol nella gara finita in parità (1-1) contro il L.R. Vicenza. A fine campionato ottiene la promozione in Serie A, e rimane al Pescara anche nella stagione 2012-2013. Con Stroppa in panchina finisce ai margini della rosa ma alla prima di Cristiano Bergodi in panchina (che ha preso il posto del dimissionario Stroppa) contro la Roma subentra al posto di Togni nella ripresa collezionando così la sua prima presenza in Serie A con la casacca biancazzurra.
Il 31 gennaio 2013 passa in prestito al Grosseto insieme al compagno di squadra Gastón Brugman nell'ambito della trattativa che porta Ferdinando Sforzini al Pescara. Esordisce con i toscani il 2 febbraio in Grosseto-Padova (1-1), sostituendo Lupoli al 62'. Conclude l'annata, terminata con la retrocessione dei toscani, con 15 presenze.
Il 23 luglio 2013 viene acquistato dal Frosinone contribuendo con 25 presenze e 1 gol alla promozione in Serie B. Confermato per la stagione successiva, il 17 marzo 2015 il giudice sportivo lo squalifica per 4 giornate per aver rifilato una gomitata a un avversario durante Frosinone-Entella 3-3 del 14 marzo. In seguito alla storica promozione della squadra ciociara in A, diviene cittadino onorario di Frosinone insieme al resto della società. Il 23 agosto, nella prima giornata del campionato 2015-16, realizza contro il Torino la prima rete dei frusinati in massima serie. Segna un altro gol storico il 24 ottobre 2017 contro la Ternana, questa volta in Serie B, e cioè il primo del Frosinone nel nuovo stadio.
L'8 gennaio 2019, dopo 157 presenze e 13 gol messi insieme con i ciociari in 5 anni e mezzo, passa alla Cremonese in Serie B,, il 30 settembre seguente segna il primo gol con i grigiorossi, decisivo per la vittoria sull'Ascoli per 1-0.
Il 16 gennaio 2020 viene ceduto al Pisa in Serie B, il 26 giugno seguente segna il primo gol con i nerazzurri, decisivo per la vittoria sul Pescara per 2-1. Il 31 agosto 2021, dopo 31 presenze e 2 gol in tutto, rescinde il contratto con il club toscano.
Il 10 settembre 2022 viene ufficializzato il suo tesseramento per il Real San Basilio, squadra del quartiere di Roma dove è nato e cresciuto, partecipante al campionato di Promozione Laziale.

### Nazionale
Ha disputato tre amichevoli con le selezioni giovanili azzurre Under-18 e Under-19.

## Statistiche

### Presenze e reti nei club
Statistiche aggiornate al 27 maggio 2021.
| Stagione         | Squadra          | Campionato       | Campionato | Campionato | Coppe nazionali | Coppe nazionali | Coppe nazionali | Coppe continentali | Coppe continentali | Coppe continentali | Altre coppe | Altre coppe | Altre coppe | Totale | Totale |
| Stagione         | Squadra          | Comp             | Pres       | Reti       | Comp            | Pres            | Reti            | Comp               | Pres               | Reti               | Comp        | Pres        | Reti        | Pres   | Reti   |
| ---------------- | ---------------- | ---------------- | ---------- | ---------- | --------------- | --------------- | --------------- | ------------------ | ------------------ | ------------------ | ----------- | ----------- | ----------- | ------ | ------ |
| 2004-2005        | Sampdoria        | A                | 0          | 0          | CI              | 2               | 0               | -                  | -                  | -                  | -           | -           | -           | 2      | 0      |
| 2005-2006        | Sampdoria        | A                | 1          | 0          | CI              | 0               | 0               | CU                 | -                  | -                  | -           | -           | -           | 1      | 0      |
| 2006-2007        | Sampdoria        | A                | 2          | 0          | CI              | 1               | 0               | -                  | -                  | -                  | -           | -           | -           | 3      | 0      |
| Totale Sampdoria | Totale Sampdoria | Totale Sampdoria | 3          | 0          |                 | 3               | 0               |                    | -                  | -                  |             | -           | -           | 6      | 0      |
| 2007-2008        | Sambenedettese   | C1               | 20         | 3          | CI-C            | 4               | 1               | -                  | -                  | -                  | -           | -           | -           | 24     | 4      |
| 2008-2009        | Ancona           | B                | 26+2       | 3          | CI              | 1               | 0               | -                  | -                  | -                  | -           | -           | -           | 29     | 3      |
| 2009-gen. 2010   | Salernitana      | B                | 8          | 0          | CI              | 0               | 0               | -                  | -                  | -                  | -           | -           | -           | 8      | 0      |
| gen.-giu. 2010   | Pescara          | 1D               | 13+4       | 2          | CI-LP           | 0               | 0               | -                  | -                  | -                  | -           | -           | -           | 17     | 2      |
| 2010-2011        | Pescara          | B                | 28         | 4          | CI              | 0               | 0               | -                  | -                  | -                  | -           | -           | -           | 28     | 4      |
| 2011-2012        | Pescara          | B                | 21         | 1          | CI              | 0               | 0               | -                  | -                  | -                  | -           | -           | -           | 21     | 1      |
| 2012-gen. 2013   | Pescara          | A                | 1          | 0          | CI              | 0               | 0               | -                  | -                  | -                  | -           | -           | -           | 1      | 0      |
| Totale Pescara   | Totale Pescara   | Totale Pescara   | 63+4       | 7          |                 | 0               | 0               |                    | -                  | -                  |             | -           | -           | 67     | 7      |
| gen.-giu. 2013   | Grosseto         | B                | 15         | 0          | CI              | 0               | 0               | -                  | -                  | -                  | -           | -           | -           | 15     | 0      |
| 2013-2014        | Frosinone        | 1D               | 20+3       | 1          | CI+CI-LP        | 1+1             | 0               | -                  | -                  | -                  | -           | -           | -           | 25     | 1      |
| 2014-2015        | Frosinone        | B                | 29         | 4          | CI              | 0               | 0               | -                  | -                  | -                  | -           | -           | -           | 29     | 4      |
| 2015-2016        | Frosinone        | A                | 28         | 1          | CI              | 1               | 0               | -                  | -                  | -                  | -           | -           | -           | 29     | 1      |
| 2016-2017        | Frosinone        | B                | 37+1       | 3          | CI              | 1               | 0               | -                  | -                  | -                  | -           | -           | -           | 39     | 3      |
| 2017-2018        | Frosinone        | B                | 21+2       | 4          | CI              | 2               | 0               | -                  | -                  | -                  | -           | -           | -           | 25     | 4      |
| 2018-gen. 2019   | Frosinone        | A                | 10         | 0          | CI              | 0               | 0               | -                  | -                  | -                  | -           | -           | -           | 10     | 0      |
| Totale Frosinone | Totale Frosinone | Totale Frosinone | 145+6      | 13         |                 | 6               | 0               |                    | -                  | -                  |             | -           | -           | 157    | 13     |
| gen.-giu. 2019   | Cremonese        | B                | 15         | 0          | CI              | 0               | 0               | -                  | -                  | -                  | -           | -           | -           | 15     | 0      |
| 2019-gen. 2020   | Cremonese        | B                | 16         | 2          | CI              | 2               | 0               | -                  | -                  | -                  | -           | -           | -           | 18     | 2      |
| Totale Cremonese | Totale Cremonese | Totale Cremonese | 31         | 2          |                 | 2               | 0               |                    | -                  | -                  |             | -           | -           | 33     | 2      |
| gen.-giu. 2020   | Pisa             | B                | 13         | 1          | CI              | 0               | 0               |                    | -                  | -                  |             | -           | -           | 13     | 1      |
| 2020-2021        | Pisa             | B                | 17         | 1          | CI              | 1               | 0               |                    | -                  | -                  |             | -           | -           | 18     | 1      |
| Totale Pisa      | Totale Pisa      | Totale Pisa      | 31         | 2          |                 | 1               | 0               |                    | -                  | -                  |             | -           | -           | 32     | 2      |
| Totale carriera  | Totale carriera  | Totale carriera  | 343+12     | 30         |                 | 17              | 1               |                    | -                  | -                  |             | -           | -           | 371    | 31     |

## Palmarès

### Club

#### Competizioni nazionali
- Campionato italiano di Serie B: 1

Pescara: 2011-2012